# 2867 Šteins
Steins (asteroide 2867) é um asteroide da cintura principal, a 2,019181 UA. Possui uma excentricidade de 0,1457363 e um período orbital de 1 327,29 dias (3,64 anos).
Steins tem uma velocidade orbital média de 19,37318803 km/s e uma inclinação de 9,9457º.
Este asteroide foi descoberto em 4 de novembro de 1969 por Nikolai Chernykh.